# Ladislav Vácha
Ladislav Vácha (Brno, Imperi Austrohongarès 1899 - Zlín, Txecoslovàquia 1943) fou un gimnasta artístic txecoslovac, guanyador de cinc medalles olímpiques.

## Biografia
Va néixer el 21 de març de 1899 a la ciutat de Brno, capital de la regió de Moràvia, que en aquells moments estava situada a l'Imperi Austrohongarès i que avui dia forma part de la República Txeca.
Va morir el 28 de juny de 1943 a la ciutat de Zlín, que en aquells moments formava part de Txecoslovàquia i que avui dia forma part de la República Txeca.

## Carrera esportiva
Va participar, als 21 anys, en els Jocs Olímpics d'Estiu de 1920 realitzats a Anvers (Bèlgica), on finalitzà quart en la competició masculina per equips, guanyant així un diploma olímpic.
En els Jocs Olímpics d'Estiu de 1924 realitzats a París (França) aconseguí guanyar la medalla de bronze en la prova d'anelles i d'escalada de corda, a més de finalitzar sisè en el concurs individual, les barres paral·leles i salt sobre cavall lateral, i desè en la prova de salt sobre cavall com a resultats més destacats.
En els Jocs Olímpics d'Estiu de 1928 realitzats a Amsterdam (Països Baixos), la seva última participació olímpica, aconseguí guanyar tres medalles: la medalla d'or en la prova de barres paral·leles i la medalla de plata en les proves per equips i anelles. Així mateix finalitzà novè en la prova individual, dotzè en la prova de barra fixa, divuitè en la prova de salt sobre cavall i quaranta-cinquè en la prova de cavall amb arcs.
Al llarg de la seva carrera ha guanyat sis medalles en el Campionat del Món de gimnàstica artística, entre elles una medalla d'or.
Va morir durant la Segona Guerra Mundial, poc després de ser interrogat per la Gestapo per les seves activitats de resistència.